# Petra Chocová
Petra Chocová, née le 16 août 1986 à Česká Lípa, est une nageuse tchèque spécialiste des épreuves de brasse.

## Biographie
Petra Chocová remporte la médaille d'or sur 50 mètres brasse aux Championnats d'Europe 2012. Présente aux Jeux olympiques de 2012, Chocová participe au 100 mètres brasse et termine 24e des séries, ce qui ne lui permet pas de se qualifier pour les demi-finales.
En fin d'année, Chocová remporte la médaille d'or du 50 mètres brasse aux Championnats d'Europe en petit bassin. La Tchèque obtient également deux médailles d'argent sur le 100 mètres brasse ainsi qu'en relais 4 × 50 m quatre nages.

## Palmarès

### Jeux olympiques
| Épreuve / Édition | Londres 2012                |
| 100 mètres brasse | 24e des séries 1 min 8 s 59 |

### Championnats d'Europe

#### En grand bassin
- Championnats d'Europe 2012 à Debrecen ( Hongrie) :
  -  Médaille d'or du 50 mètres brasse.

#### En petit bassin
- Championnats d'Europe 2012 à Chartres ( France) :
  -  Médaille d'or du 50 mètres brasse.
  -  Médaille d'argent du 100 mètres brasse.
  -  Médaille d'argent au titre du relais 4 × 50 mètres quatre nages.